# Smerinthus uniformis
Smerinthus uniformis är en fjärilsart som beskrevs av Barend J. Lempke 1959. Smerinthus uniformis ingår i släktet Smerinthus och familjen svärmare. Inga underarter finns listade i Catalogue of Life.